# Tewkesbury
Se procura outras cidades denominadas Tewkesbury, veja Tewkesbury (desambiguação).
Pronunciação
Tewkesbury (pronunciado:ˈtjuːksbri) é uma cidade da região de Gloucestershire, Inglaterra. Está localizada na confluência dos rios Severn e Avon, na região onde estes recebem alguns tributários menores, entre os quais o Swilgate e o Carrant Brook. A cidade dá o nome ao Borough of Tewkesbury, no qual a cidade é o segundo maior aglomerado populacional.
A cidade tem uma igreja abadia, originalmente parte de um mosteiro, que foi salvada da Dissolução dos Mosteiros do Rei Henrique VIII por utilizar por os habitantes da cidade como a sua igreja paroquial.

## Cidades geminadas
- Miesbach, Baviera